# 乃木坂46 11th YEAR BIRTHDAY LIVE 5DAYS
《乃木坂46 11th YEAR BIRTHDAY LIVE 5DAYS》，是日本偶像團體乃木坂46在2023年2月22日－26日於神奈川縣的橫濱體育館舉行五天的公演。於2024年2月21日以DVD和Blu-ray的形式發售，為乃木坂46的第15部現場影像作品。

## 背景與發行
乃木坂46在每年的2月22日前後，為了紀念首張單曲發售，都會舉辦「Birthday Live」，而在2023年，乃木坂46將迎來11周年，於是在2022年12月3日的《乃木坂工事中》宣布將在2月22日至26日期間在橫濱體育館舉辦公演。自2014年舉行的《乃木坂46 2ND YEAR BIRTHDAY LIVE 2014.2.22 YOKOHAMA ARENA》以來，是乃木坂46時隔9年在橫濱體育館館舉辦公演。第一天（22日）是全體成員LIVE；第二天（23日）為5期成員LIVE；第三天（24日）是4期成員LIVE；第四天（25日）是3期成員LIVE；而到第五天（26日）是「秋元真夏 畢業演唱會」。
在最後一天，在秋元真夏的畢業演唱中，宣布梅澤美波接任隊長的位子。

## 外部連結
- . 乃木坂46. 2024-02-21  [2024-09-23]. 原始内容存档于2024-08-29 （日语）.

- YouTube上的「11th YEAR BIRTHDAY LIVE」Blu-ray＆DVD特典映像「Making of 秋元真夏 卒業コンサート」予告編 （页面存档备份，存于）（日語）
- YouTube上的「11th YEAR BIRTHDAY LIVE」Blu-ray＆DVD特典映像「私たちの11thバスラ」予告編 （页面存档备份，存于）（日語）